# 음극관 놀이 장치

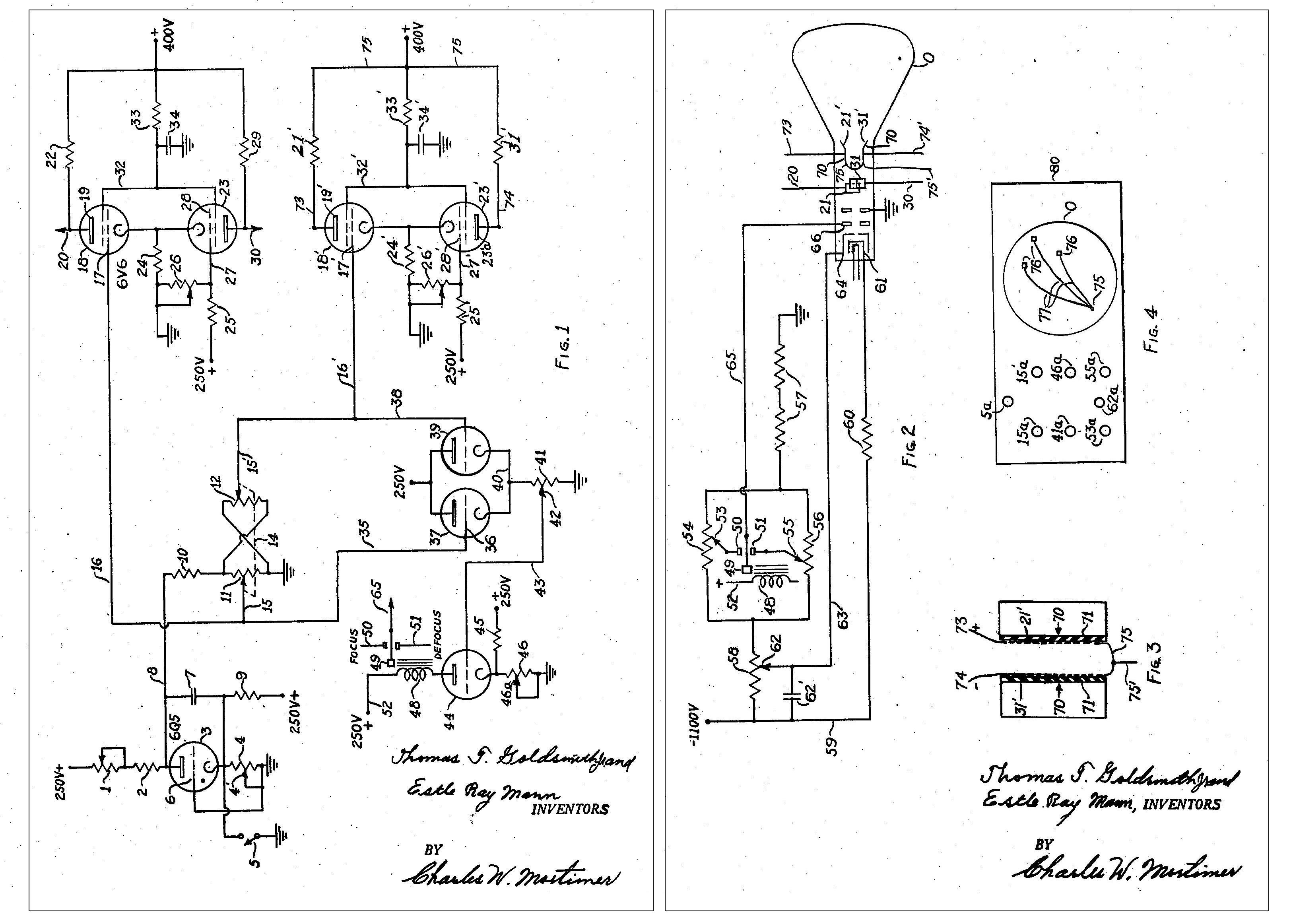
특허 상의 회로도. (미국 특허 2455992)

음극관 놀이 장치(cathode-ray tube amusement device, 캐소드 레이 튜브 어뮤즈먼트 디바이스)는 최초의 상호작용 전자 게임이다. 1947년에 특허가 미국 특허청에 등록되었다. 게임기는 대중에게 판매되거나 제조된 적이 없기 때문에 미래의 비디오 게임 산업에 어떠한 영향도 미치지는 않았다.

## 역사
음극관 놀이 장치는 물리학자 토머스 T. 골드미스 주니어와 에슬 레이만이 발명하였다. 텔레비전 화면에 신호를 주사하는 전자 신호 출력을 사용한 음극선관 개발을 전문으로 하는 텔레비전 설계사 듀몬트 연구소에서 그 두 사람은 함께 일하였다.
그 두 발명가들은 골드스미스가 전쟁 중에 작업했던, 제2차 세계 대전에 사용된 레이다 디스플레이에 영향을 받았다. 이 장치의 특허는 1947년 1월 25일 미국 특허청에 등록되었고 1948년 12월 14일에 취득되었다. 최초의 전자 게임 특허는 발명가나 듀몬트 연구소에 의해 사용된 적이 없으며 이 장치는 원래의 수제형 프로토타입 이상으로 제조된 적이 없다.

## 같이 보기
- 비디오 게임의 역사